# Tiron (Madiun)
Tiron is een bestuurslaag in het regentschap Madiun van de provincie Oost-Java, Indonesië. Tiron telt 5002 inwoners (volkstelling 2010).